# Gesetz zur Einleitung von Abwahlverfahren von Bürgermeistern und Landräten durch Bürgerbegehren
Das Gesetz zur Einleitung von Abwahlverfahren von Bürgermeistern und Landräten durch Bürgerbegehren ist ein Landesgesetz in Nordrhein-Westfalen. Es wurde am 18. Mai 2011 vom Landtag von Nordrhein-Westfalen auf Antrag der Linken verabschiedet. Durch dieses Gesetz wurde eine Abwahl von Bürgermeistern und Landräten in Nordrhein-Westfalen möglich. Es ging dem Bürgerentscheid über die Abwahl des Oberbürgermeisters der Stadt Duisburg voraus und kam bei diesem erstmals zur Anwendung.
Das Gesetz eröffnet zwei Wege der Abwahl des Bürgermeisters vor Ablauf seiner Amtszeit. Zum einen kann der Stadtrat auf Antrag mindestens der Hälfte seiner Mitglieder mit Zwei-Drittel-Mehrheit das Abwahlverfahren herbeiführen. Zum anderen kann dies auch ein Bürgerantrag, wenn er das dafür notwendige Quorum erfüllt. Dieses beträgt für Gemeinden bis zu 50.000 Einwohnern mindestens 20 %, darüber bis zu 100.000 Einwohnern mindestens 17,5 % und darüber mindestens 15 %.